# Пуерто-риканська церковна провінція
Пуерто-рика́нська церко́вна прові́нція (лат. Provincia ecclesiastica Portoricensis) — провінція Католицької церкви в Пуерто-Рико, з центром у місті Сан-Хуан. Заснована 30 квітня 1960 року. Охоплює терени Пуерто-Рико. До складу провінції входить Сан-Хуанська архідіоцезія та її суфраганні діоцезії — Аресібська, Кагуаська, Маягуеська, Понсійська і Фахардо-Умакаоська.  Також — Са́н-Хуа́нська церко́вна прові́нція

## Склад
- Аресібська діоцезія
- Кагуаська діоцезія
- Маягуеська діоцезія
- Сан-Хуанська архідіоцезія
- Понсійська діоцезія
- Фахардо-Умакаоська діоцезія